# 38th Infantry Division (United States Army)
La 38th Infantry Division (38ª Divisione di fanteria) è una divisione di fanteria dell'Army National Guard degli Stati Uniti d'America, che ha partecipato alla prima e seconda guerra mondiale.
La divisione può far risalire le sue tracce alla 17th Division dell'Army National Guard, di Indiana e Kentucky, formata nel 1917.
Nell'agosto 1917, includendo anche unità provenienti dalla Virginia Occidentale, fu mobilitata per partecipare alla prima guerra mondiale e, rinominata 38th Division, organizzata a Camp Shelby in Mississippi. Non partecipò però ad alcuna battaglia ed i suoi uomini vennero utilizzati come rimpiazzi per le altre divisioni, venne disattivata a Camp Zachary Taylor in Kentucky nel gennaio 1919.
Nel 1921 venne riattivata come parte della Riserva della Guardia Nazionale, il 17 gennaio 1941 fu richiamata in servizio federale durante la mobilitazione precedente all'entrata in guerra degli Stati Uniti nella Seconda guerra mondiale, venendo organizzata a Camp Shelby in Mississippi. Dopo aver partecipato ad alcune operazioni nel teatro del Pacifico sud-occidentale venne smobilitata il 9 novembre 1945 tornando a far parte della riserva.
Oggi include personale proveniente da Indiana, Ohio, Kentucky, Delaware, Michigan e Tennessee, ed il suo quartier generale è ad Indianapolis.